# Super Bowl XXXVII
A Super Bowl XXXVII a 2002-es NFL-szezon döntője volt. A mérkőzést a Qualcomm Stadionban játszották, San Diegóban 2003. január 26-án. A döntőt a Tampa Bay Buccaneers nyerte meg.

## A döntő résztvevői
A Oakland Raiders az AFC első kiemeltjeként került a rájátszásba. Erőnyerőként csak a konferencia-elődöntőben kapcsolódott be a rájátszásba, ahol otthon a New York Jets-et verte, később a konferencia-döntőben szintén hazai pályán a Tennessee Titans ellen győzött.
A Tampa Bay Buccaneers az NFC második kiemeltjeként jutott a rájátszásba. 
Erőnyerőként a Buccaneers is csak a konferencia-elődöntőben játszott először. Hazai pályán a San Francisco 49ers-t győzte le, majd a konferencia-döntőben idegenben, az első kiemelt Philadelphia Eagles ellen győzött.
A Buccaneers először vett részt a Super Bowlon. A Raiders 2003 előtt háromszor, 1977-ben a Super Bowl XI-t, 1981-ben a Super Bowl XV-t, valamint 1984-ben Los Angeles Raiders néven a Super Bowl XVIII-t nyerte meg. 1968-ban volt egy elvesztette döntője is a Green Bay Packers ellen.

## A mérkőzés
A mérkőzést 48–21-re a Tampa Bay Buccaneers nyerte, amely első Super Bowl-győzelmét szerezte. A legértékesebb játékos a Buccaneers safety-je, Dexter Jackson lett.
| N | Idő   | Drive | Drive | Drive     | Csapat     | Play leírása                                                                                  | Pont    | Pont       |
| N | Idő   | Play  | Yard  | Időtartam | Csapat     | Play leírása                                                                                  | Raiders | Buccaneers |
| - | ----- | ----- | ----- | --------- | ---------- | --------------------------------------------------------------------------------------------- | ------- | ---------- |
| 1 | 10:40 | 7     | 14    | 2:55      | Raiders    | Mezőnygól. Sebastian Janikowski 40 yardról.                                                   | 3       | 0          |
| 1 | 7:51  | 9     | 58    | 2:49      | Buccaneers | Mezőnygól. Martin Gramatica 31 yardról.                                                       | 3       | 3          |
|   |       |       |       |           |            |                                                                                               |         |            |
| 2 | 11:16 | 9     | 26    | 3:53      | Buccaneers | Mezőnygól. Martin Gramatica 43 yardról.                                                       | 3       | 6          |
| 2 | 6:24  | 4     | 27    | 2:02      | Buccaneers | Touchdown. Mike Alstott 2 yardos futás, Martin Gramatica jutalomrúgás.                        | 3       | 13         |
| 2 | 0:30  | 10    | 77    | 3:15      | Buccaneers | Touchdown. Keenan McCardell 5 yardos átadás Brad Johnsontól, Martin Gramatica jutalomrúgás.   | 3       | 20         |
|   |       |       |       |           |            |                                                                                               |         |            |
| 3 | 5:30  | 14    | 89    | 7:52      | Buccaneers | Touchdown. Keenan McCardell 8 yardos átadás Brad Johnsontól, Martin Gramatica jutalomrúgás.   | 3       | 27         |
| 3 | 4:47  | –     | –     | –         | Buccaneers | Touchdown. Dwight Smith 44 yardos interception visszahordás, Martin Gramatica jutalomrúgás.   | 3       | 34         |
| 3 | 2:14  | 9     | 82    | 2:33      | Raiders    | Touchdown. Jerry Porter 39 yardos átadás Rich Gannontól, sikertelen kétpontos kísérlet.       | 9       | 34         |
|   |       |       |       |           |            |                                                                                               |         |            |
| 4 | 14:16 | –     | –     | –         | Raiders    | Touchdown. Eric Johnson blokkolt punt, 13 yardos visszahordás, sikertelen kétpontos kísérlet. | 15      | 34         |
| 4 | 6:06  | 8     | 78    | 2:56      | Raiders    | Touchdown. Jerry Rice 48 yardos átadás Rich Gannontól, sikertelen kétpontos kísérlet.         | 21      | 34         |
| 4 | 1:18  | –     | –     | –         | Buccaneers | Touchdown. Derrick Brooks 44 yardos interception visszahordás, Martin Gramatica jutalomrúgás. | 21      | 41         |
| 4 | 0:02  | –     | –     | –         | Buccaneers | Touchdown. Dwight Smith 50 yardos interception visszahordás, Martin Gramatica jutalomrúgás.   | 21      | 48         |